# Udbina
Udbina falu és község Horvátországban, Lika-Zengg megyében. Közigazgatásilag Breštane, Bunić, Čojluk, Debelo Brdo, Donji Mekinjar, Frkašić, Grabušić, Jagodnje, Jošan, Klašnjica, Komić, Krbava, Kurjak, Mutilić, Ondić, Pećane, Podlapača, Poljice, Rebić, Srednja Gora, Svračkovo Selo, Šalamunić, Tolić, Vedašić és Visuć települések tartoznak hozzá.

## Fekvése
Korenicától 30 km-re délre Lika középső részén, a Zágrábot Splittel összekötő 1-es számú főút mellett a Korbavamező déli szélén, a Krbava forrásánál fekszik. A mező több mint ötezer hektáros területe kiválóan alkalmas a földművelésre, mely hozzájárult a terület fejlett mezőgazdasági kultúrájához. Legjelentősebb vizei a Krbavica-patak és a Murtino-tó. A mezőt hatalmas legelők határolják, melyek hagyományosan intenzív állattartást tesznek lehetővé a község területén. A Korbavamezőt határoló magas hegyek közül kiemelkedik az Ozeblin (1657 m – az ország harmadik legmagasabb hegycsúcsa), a Rudi Lisac (1608 m), a Kremen (1591 m), a Veliko Rteševo (1390 m), a Veliki Brusnić (1371 m), a Javornik (1370 m), a Komača (1177 m) és a Mirkača (1131 m). A község területe a harmadik legnagyobb Horvátországban, lakossága azonban aránytalanul kevés. Mindössze 2,5 fő jut egy négyzetkilométerre.

## Története
Udbina Korbava legősibb és legjelentősebb települése. Ott ahol a mai Udbina piactere található már az időszámítás kezdete előtt emberi település állt. A római hódítás előtt évszázadokig az illírek egyik törzse a japodok uralták ezt a vidéket. A rómaiak a mai településtől valamivel északabbra erődítményt építettek ide. A horvátok ősei a 7. században érkeztek erre a tájra. Ők alapították meg a későbbi Korbava elődjét korbáviai zsupánságot, mely később a Gusić család uralma alá tartozott. Központja Korbava vára körül alakult ki a középkorban "civitas Corbaviae" néven mint erődített település a korbáviai grófok székhelye. 1185 és 1460 között a korbávai püspökség székhelye. Korbava neve először Dmitar Zvonimir horvát király idejében 1078-ban tűnik fel Desimir korbáviai gróf említésével, majd 1100 körül egy krk-szigeti glagolita okiraton említik Desilo korbáviai grófot. Az 1185-ben alapított korbáviai püspökség fennhatósága Likán kívül Novigrad, Plaški, Drežnik és Modrus területére is kiterjedt. 1460-ban a püspökség a török veszély elől Modrusra költözött. A Kalauri-dombon ma is láthatók a püspökség egykori székesegyházának tekintélyes romjai. Az Udbina név akkor még „Udvina” alakban 1491-ben fordul elő először Ivan Tomasić krónikájában.1493-ban Udbina közelében a korbávmezei csatában a Hadum Jakub pasa vezette török hadak Derencsényi Imre horvát bán szlavón-horvát seregét teljesen szétverték. A csatában a fővezérrel együtt esett el a horvát nemesség színe-java, a csatatéren mintegy tízezer keresztény halott maradt. 1527-re kihasználva a mohácsi csata utáni zűrzavart és a horvát nemesség megosztottságát a törökök teljesen megszállták Lika és Korbava területét.
A város 1527 és 1689 között török uralom alatt állt. A török pusztításnak áldozatul estek a díszes templomok, kolostorok, várak és udvarházak. A vidék ura Ivan Karlović horvát bán, az utolsó korbáviai gróf elveszítette minden birtokát és a császári kézen maradt horvát területre menekült. Évekkel később 1531-ben halt meg Medvevár várában. Likából és Korbavából török szandzsák lett, melynek a török által megerősített Udbina lett a székhelye és legfontosabb városa. 1620 körül Udbinán több mint ezer házat számláltak, mintegy ötezer lakossal. A városhoz két, falakkal szintén körülvett előváros is tartozott. A város jelentőségének növekedése egyúttal a keresztény hadak támadásainak célpontjává is tette, akik többször is megkísérelték visszafoglalását. 1544 nyarán a végvári katonaság megkísérelte visszafoglalni a várat, melynek környékét felégették és levágták a török települést védelmező néhány száz vlahot. 1577-ben a vár őrségét 300 lovas és 500 gyalogos katona képezte. 1582-ben Auersperg császári generális hadai rontottak rá Udbinára, környékét felégették, a megerősített várost azonban nem tudták bevenni. 1686-ban a császári seregek magyarországi sikereinek hatására felkeltek a likai és korbavai keresztények, hogy kiűzzék a törököt. Többször is megkísérelték a törökök legfőbb fészkének Udbinának a bevételét, de kísérleteik kudarcot vallottak. Végül 1689-ben Herberstein zenggi kapitány zászlaja alatt gyűltek össze a Došen Knežević, Jerko Rukavina, Dujam Kovačević és Marko Mesić vezette horvát seregek és néhány hónap leforgása alatt bevették Bilaj, Bunić és Udbina várait. A horvát hadak Lika felszabadítása után július 3-án érkeztek Udbina alá, melyet mintegy ötszáz főnyi török őrség védett és rögtön heves támadásokba kezdtek. Ezek azonban rendre eredménytelenek voltak az erős falak ellen. Ekkor Herberstein felismerte, hogy nem érdemes vért ontani a falak hiába való ostromával, mivel a védőknek ugyan elegendő élelmük van, de nincsen kútjuk. A szárazság miatt a ciszternákban nem volt elegendő víz és a horvátok megakadályozták, hogy a törökök hozzájussanak a vár környéki forrásokhoz. A várat azonban a török a végsőkig védelmezte. Amikor a védőknek elfogyott vizük a szarvasmarhák és a lovak összegyűjtött vérét itták és azzal sütötték maguknak a kenyeret. Végül tárgyalásokba kezdtek a vár átadásáról és megegyeztek, hogy ágyúikat, puskáikat és zászlóikat hátrahagyva, csak a könnyű fegyvereket, valamint poggyászukat vihetik magukkal és Boszniába távozhatnak. A mintegy ezer fő török, férfiak, asszonyok és gyermekek várból való kivonulása július 21-én történt. Kivonulás közben azonban néhány török összetűzött az őket kísérő horvátokkal és az így kialakult heves harcban a túlerőben levő horvátok 30 török kivételével mindenkit lekaszaboltak. A környező kisebb várak harc nélkül adták meg magukat. 1689-ben egész Korbava felszabadult a török iga alól és ismét a Habsburg Birodalom része lett.
Rögtön a felszabadítás után megkezdődött Udbina környékére a katolikus bunyevácok betelepítése, melynek fő szervezője Marko Mesić volt. 1698-ban Lika és Zára környékéről érkezett pravoszláv vlachok települtek be. 1696-ban Glavinić zenggi püspök azt írja, hogy Udbinán horvát őrséget állítottak. 1712-ben a területet a katonai határőrvidékhez csatolták. A régi falakon belül a katonák elszállásolására új épületeket emeltek. Udbina katonai jelentősége azonban tovább csökkent, amikor az 1791-es szvistovi békével az osztrák-török határ távolabb, keletre tolódott. Az egykori vár romossá vált, mára már csak néhány fal, valamint az egykori, kettős falgyűrűvel védett kerek torony alsó része látható belőle. 1829-ben a Kálvária dombon megtalálták a középkori püspöki székesegyház maradványait. 1857-ben 1216 lakosából mindössze 23 görögkeleti vallású volt, a többiek római katolikusok voltak. A római katolikusok a Szent Miklós plébániához, a görögkeletiek a mutilići parókiához tartoztak. Udbinának ekkor már postája is volt, iskoláját 1773-ban alapították. Itt volt a likai határőrezred egyik századának székhelye. 1877-ben egy heves szélvihar súlyos károkat okozott a település házainak tetőzetében, súlyosan megsérült a Szent Miklós templom is. 1881-ben megszűnt a katonai közigazgatás, Udbina Lika-Korbava vármegye egyik járási székhelyeként az Osztrák–Magyar Monarchia része lett. 1894-ben megalakult a helyi tűzoltó egyesület.1910-ben 1475 lakosa volt. A trianoni békeszerződés előtt Lika-Korbava vármegye Udbinai járásának székhelye volt. Ezt követően előbb a Szerb-Horvát-Szlovén Királyság, majd Jugoszlávia része lett. 1941-ben Udbina a nácibarát Független Horvát Állam része lett. Július végén megkezdődött a likai partizánfelkelés, megalakult a Horvát Kommunista Párt járási bizottsága. Decemberben megalakult a nemzeti felszabadító hadsereg korbavai zászlóalja. Udbinára 1942 decemberében vonultak be a partizánegységek. 1945 márciusában német csapatok vonultak be a településre, de a 4. jugoszláv hadsereg már 20-án végleg felszabadította a települést, mely a harcok során súlyos károkat szenvedett. A romos Szent Miklós templomot 1949-ben bontották le. A település ipara különösen az 1980-as években fejlődött. 1991-ben lakosságának 80 százaléka szerb nemzetiségű, 6 százaléka horvát, 6 százaléka jugoszláv volt. 1991 és 1995 között a Krajinai Szerb Köztársasághoz tartozott. 1995-ben miután augusztus 7-én a gospići hadműveleti zóna egységei visszafoglalták a független Horvát Köztársaság része lett. 2000. szeptember 11-én felszentelték a horvát mártírok tiszteletére épített új katolikus templomot. A falunak 2011-ben 960 lakosa volt.

## Lakosság
| Lakosság változása | Lakosság változása | Lakosság változása | Lakosság változása | Lakosság változása | Lakosság változása | Lakosság változása | Lakosság változása | Lakosság változása | Lakosság változása | Lakosság változása | Lakosság változása | Lakosság változása | Lakosság változása | Lakosság változása | Lakosság változása |
| ------------------ | ------------------ | ------------------ | ------------------ | ------------------ | ------------------ | ------------------ | ------------------ | ------------------ | ------------------ | ------------------ | ------------------ | ------------------ | ------------------ | ------------------ | ------------------ |
| 1857               | 1869               | 1880               | 1890               | 1900               | 1910               | 1921               | 1931               | 1948               | 1953               | 1961               | 1971               | 1981               | 1991               | 2001               | 2011               |
| 1.216              | 1.341              | 1.166              | 1.367              | 1.616              | 1.475              | 1.177              | 1.186              | 152                | 274                | 518                | 675                | 853                | 1.162              | 735                | 960                |

## Nevezetességei
- Korbava vára az Udbina-Visuć út jobb oldala felett emelkedő 860 méter magas Karaula nevű hegy tetején állt. Ma ezen helyen a falaknak csak csekély maradványait találjuk. A vár alakjára csak a terep domborzata és a korabeli rajzol alapján következtethetünk. A vár jó néhány közeli várhoz hasonlóan még a középkorban elpusztult. A vár pusztulását mindenképp 1460, a püspökség Modrusra költözésének időpontja előttre teszik. Feltételezhető, hogy pusztulását török támadás okozta.
- Az egykori katolikus templom és a mai szálloda felett a 884 méter magas „Gradina” nevű magaslaton a korbáviai grófok a régi Korbava vára helyett a 14. század vége, vagy a 15. század elején új várat építettek.[6] Első említése 1491-ben Ivan Tomasić krónikájában történt, amikor a horvátok és a törökök között Udbina közelében a Vrpilei-szorosban zajlott csatáról számolt be. 1527 áprilisában még Ivan Karlović horvát bán katonái őrködtek benne, májusban viszont már azt írja Frangepán Kristóf, hogy Mrsinj, Komić és Udbina várai török kézen vannak. A török korban szandzsák székhelyeként a térség legfontosabb vára volt. A felszabadítás után még megerősítették, majd 1790-ben Anton Scherding tervei szerint átépítették. Ma csak alapfalai látszanak. Legjobb állapotban az északkeleti védőfal és az egykori, kettős falgyűrűvel védett kerek torony alsó része (mintegy két méter magasan) látható belőle. A várhegy déli lábánál még a 15. században egy külső várat építettek, melynek nyomai ma is láthatók.
- Udbina régi városfalait Ivan Karlovic korbavai gróf építtette, ma csak maradványai láthatók.
- Szent Jakab püspöki székesegyház romjai.[7] A templom maradványait 1829-ben találták meg a Kálvária dombon. Az 1185-ben alapított korbáviai püspökség székhelye volt. Régészeti feltárása a honvédő háborút követően kezdődött meg. Az épület a 13. században épült, később gótikus stílusban építették át. Hosszúsága 40 méter, alapfalait konzerválták. A romok mellett antik sírkövek láthatók.
- A püspöki palotát a 14. században építtette Bonifác korbáviai püspök.
- A Szent Miklós tiszteletére szentelt katolikus plébániatemplom 1714-ben épült. 1838-ban bővítették. 1942-ben a bevonuló partizán alakulatok felgyújtották. 1945 és 1948 között a régi horvát sírokkal együtt a földig rombolták és a helyén új szállodát építettek. Utolsó katolikus plébánosát Mate Mogušt 1945-ben a település mellett felakasztották.[8] A helyére épített szállodát a Vihar hadművelet után a horvátok lebontották. A templom alapfalait feltárták, de a hajó és a szentély keleti alapfalainak fele teljesen eltűnt. A feltárás során 172 sírt találtak, köztük az 1942-ben a templom mellett kivégzettek maradványait.[8] Később közvetlenül alapfalai mellé építették fel a Horvát mártírok templomát.
- A Horvát mártírok templomát 2000. szeptember 11-én szentelték fel. A templom előtt a zarándok II. János Pál pápa szobra áll. A mellette található emlékpark magában foglalja a II. világháborúban súlyosan megsérült és 1949-ben lerombolt Szent Miklós plébániatemplom maradványait. A Vukovári kereszt a várost elesett mártírjainak állít emléket. A mellette található emlékfal a történelem összes horvát áldozatának jelképes sírhelye. A templom alatt két szinttel múzeum található a horvát hősök arcképcsarnokával, valamint a helyi népviselet ábrázolásával. A jövőben részben régészeti múzeummá kívánják átalakítani, amely a térségben feltárt régészeti emlékeket mutatja be.[8]
- A Szent Márk Sírja templom maradványai[9] a 15. századból származnak. Alapjain a 18. század elején Marko Mesić pap a felszabadító harcok egyik vezére építtetett új templomot. A romok közelében álló harmadik kis templomot 2000-ben építtették a II. világháború idején Udbináról elűzött horvátok és leszármazottaik. A templomtól 2100 méter hosszú keresztút vezet a Horvát mártírok templomáig, melynek 14. stációja a múzeum bejáratánál van.
- Szent Miklós tiszteletére szentelt szerb pravoszláv templomát a II. világháború során lerombolták.
- A Laudonov Gaj parkerdő Korbava északnyugati részén Šalamunić falunál fekszik, területe 33 hektárt ölel fel. A parkban mintegy hatszáz olyan tölgyfa található, amely 250 évnél is öregebb. Az erdőt Ernst Gideon von Laudon császári tábornagy még századosként telepítette, a nevét is őróla kapta. 1960-ban nyilvánították parkerdővé.
- A „Kosanović – Gaj” településrészen, a „Crkvina” nevű helyen, az Udbina – Donji Lapac út déli oldalán egy  1000 m2-es területren több középkori sírkő található, melyek valószínűleg egykor egy gótikus templom körül álltak.[10]
- A község természetvédelmi területe „Bijeli Potoci – Kamensko”, amely Udbina határában 513 hektárra, Donji lapac határában 700 hektárra terjed ki.
- A „Lička Plješevica“ természetvédelmi terület Donji Lapac, Plitvička jezera, Udbina és Gračac területén húzódik, Udbina területén 220 km²-re terjed ki.

## Kultúra
- Udbinán két kulturális egyesület működik a HKUU „Kraljica Katarina“ és az SKD „Prosvjeta“
- Szeptember minden második szombatján Udbina mellett rendezik meg a korbávmezei csata emlékére az elesett korbáviai vitézek emléknapját.
- A település működő egyesületei az „Ozeblin“ hegymászó egyesület, a „Lumen“ egyesület, valamint a „Gradina“ és a „Javornik” vadásztársaság.
- A szerbek augusztus 19-én ünneplik Jézus Színeváltozásának ünnepét, amikor Mutilićon hagyományos nemzeti gyűlést tartanak.

## Oktatás
"Kralj Tomislav" Általános iskola.